# Santuario de los dioses sirios
El Santuario de los dioses sirios o Santuario de Derceto y Hadad, era un antiguo santuario dedicado a cultos traídos de Siria en la isla de Delos, en Grecia. Sus ruinas forman parte del yacimiento arqueológico de Delos, declarado Patrimonio de la Humanidad por la Unesco. Más concretamente, el yacimiento forma parte de la vertiente occidental del monte Cinto.

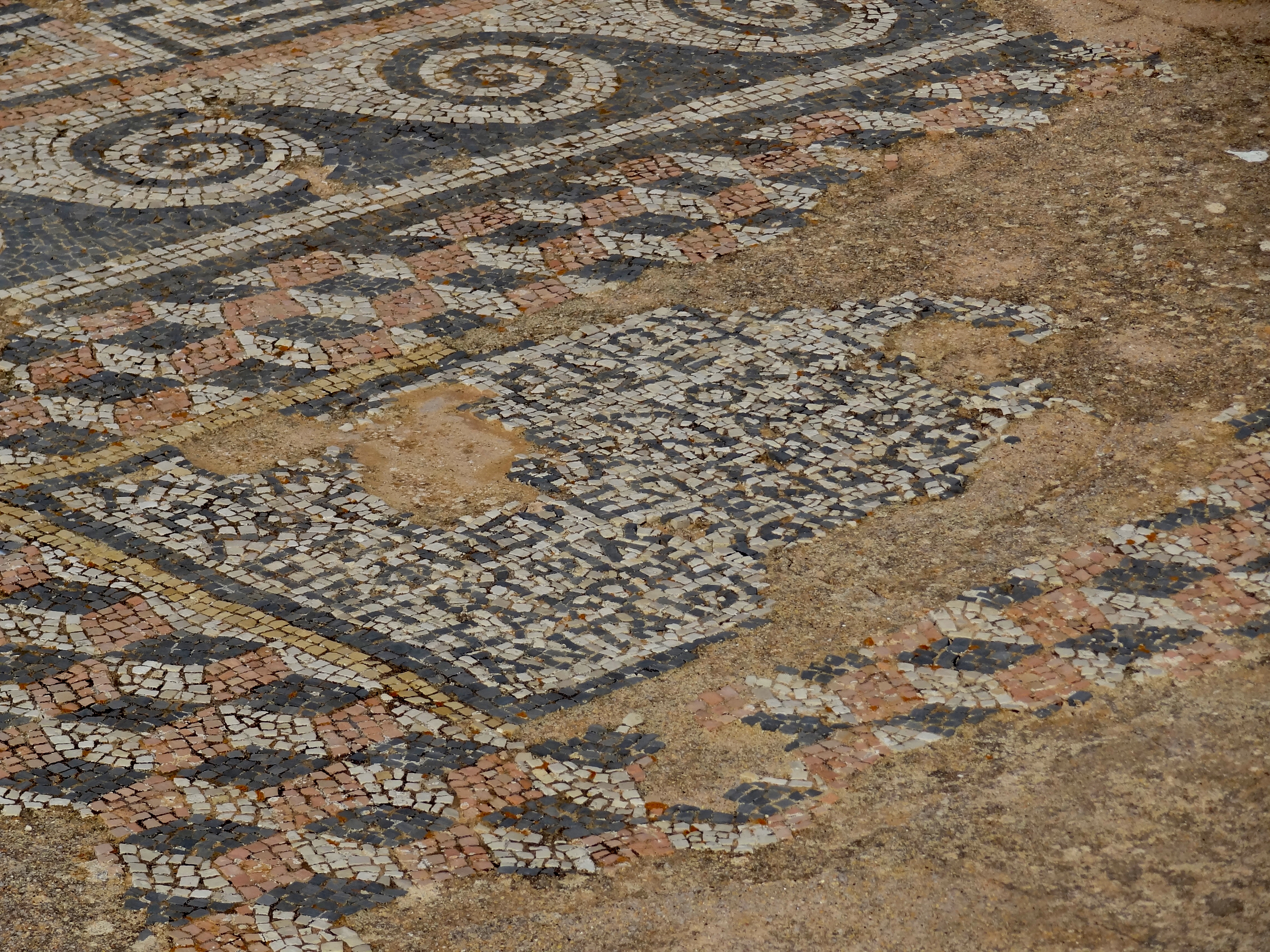
Mosaicos del suelo.

Se construyó en el período helenístico, en la segunda mitad del siglo II a. C. Pasó por varias fases de construcción y se amplió al menos hasta el siglo I a. C. Esstaba dedicado principalmente a Derceto y Hadad, asociados en el mundo griego con Afrodita y Zeus. El santuario estaba situado en la ladera de Cinto, al noreste del teatro de Delos, en una zona donde habýa numerosos santuarios dedicados a cultos extranjeros. En su lado occidental se encontraba la llamada Casa de Inopo y en su lado sur, entre otros, el Templo de los dioses egipcios y el Templo de Isis. En las inmediaciones también había tres serapeums diferentes. El edificio fue probablemente destruido en un ataque del ejército de Mitrídates VI en el año 88 a. C.
El santuario constaba de dos partes principales. En la parte sur había un patio cuadrado rodeado de una serie de pequeñas salas y santuarios. En la parte norte había una larga explanada con un pequeño teatro semicircular abierto a ella. El auditorio del teatro se utilizaba durante las ceremonias celebradas en el santuario. En el lado oeste de la plataforma había una sala con columnas. Los lados norte, este y sur del teatro estaban flanqueados por una columnata.